# 保安装置
保安装置（ほあんそうち）は、システムを安全に運用するために装置を組み合わせたものである。
設計段階で考えられるすべての場合に安全側動作するように考慮され、確実に動作するように（不要な動作をしないように）、定期的な点検・保守が行われていなければならない。

## 分類
インターロック装置
手順どおりの操作のみを可能とする装置。機械的なものと電子的なものとがある。
制御装置
安全領域内の動作を保つ装置。制御装置の故障時にも、安全側動作するように設計する。
検知装置
事故・故障などを検知する装置。1つの検知装置の故障で危険領域の検知が不可能にならないように設計する。
保護装置・安全装置
想定される故障・事故時に安全側に動作するように、システム自体を設計しておく。